# Рабль-Штадлер, Хельга
Хельга Рабль-Штадлер (нем.  Helga Rabl-Stadler) (2 июня 1948 года, Зальцбург) — австрийский политик, предприниматель, президент Зальцбургского фестиваля с 1995 года. Доктор философии.

## Биография

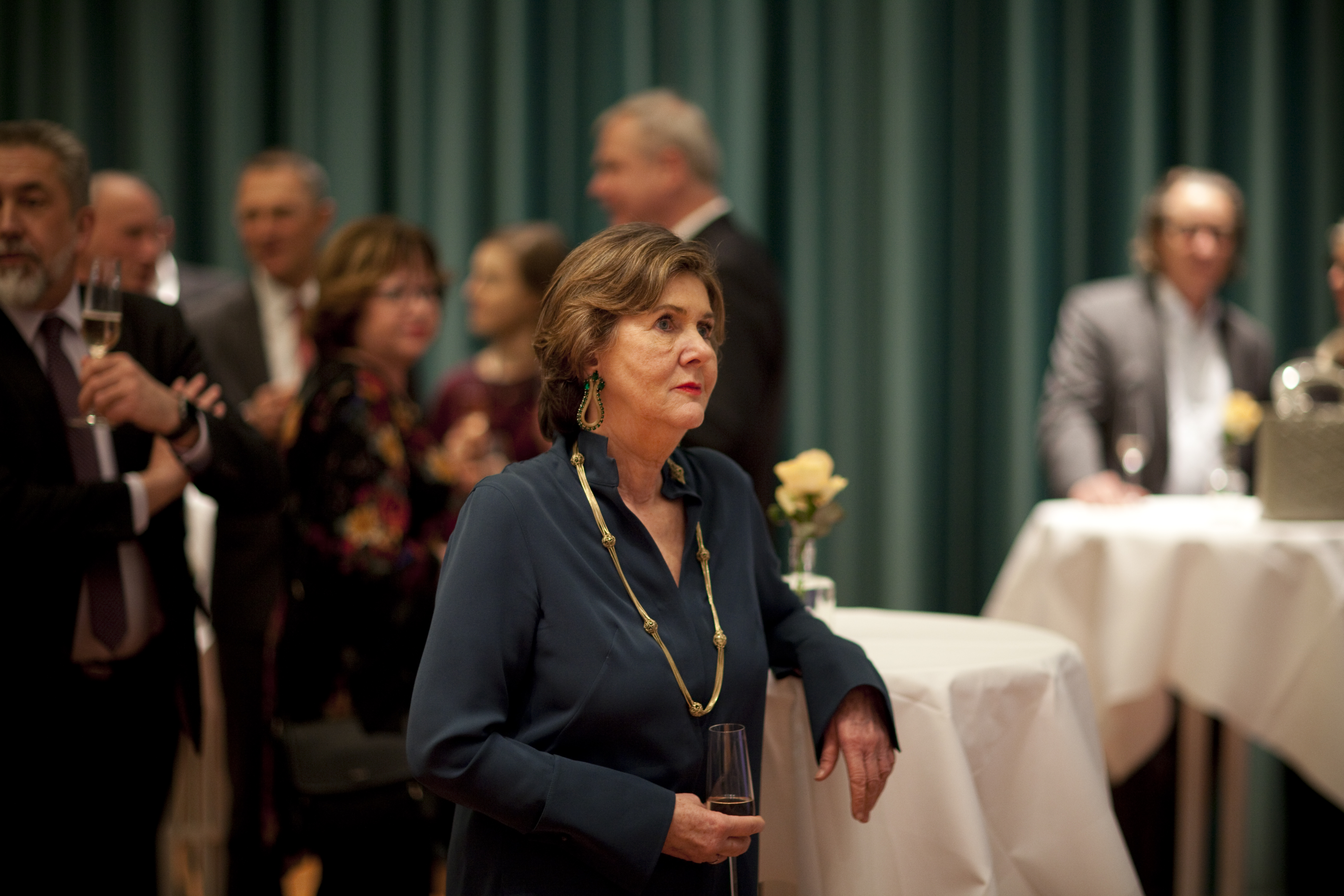
Хельга Рабль-Штадлер

Родилась в семье генерального директора Австрийской радиовещательной корпорации Герда Бахера. Изучала право, журналистику и политологию.
До 1974 года она работала журналистом ежедневной газеты «Пресса» и еженедельной политической газеты «Вохенпрессе».
С1974 по 1978 год Рабль-Штадлер была первой женщиной-журналистом, которая вела колонку о внутренней политике в либеральной газете « Курьер».
С 1983 по 2008 год она была совладельцем модного дома Ресманн (Resmann) в Зальцбурге.
С 1983 по 1990 год (XVI и XVII созывы) и непродолжительное время с 7 по 30 ноября 1994 года (XIX созыв) Хельга Рабль-Штадлер была депутатом Национального совета Австрии от Австрийской народной партии. Она выступала за гибкий график работы, либерализацию времени работы магазинов и улучшение налогового законодательства для спонсоров.
С 1985 года она была вице-президентом Торгово-промышленной палаты Зальцбурга, с 1988 года — ее президентом. С 1991 по 1995 гг. была федеральным заместителем председателя Австрийской народной партии.
26 января 1995 года Рабль-Штадлер была назначена президентом Зальцбургского фестиваля и сложила с себя все политические полномочия.Её контракт был продлен до конца сентября 2020 года. Во время президентства Рабль-Штадлер обязанности художественного руководителя исполняли: Жерар Мортье - до 2001 года, Петер Ружичка с 2002 года, Юрген Флимм с 2007 года, Маркус Хинтерхойзер с 2011 года и Александр Перейра с 2012 по 2014 год. Свен-Эрик Бехтольф был назначен временно в 2015 и 2016 годы, а Маркус Хинтерхойзер — на период с 2017 по 2021 годы.
В 2019 году в отчете Счетной палаты было опубликовано, что президент Зальцбургского фестиваля получал годовую зарплату в размере около 220 000 евро.
Хельга Рабль-Штадлер была членом попечительского совета Австрийской радиовещательной корпорации от федерального правительства, но покинула совет 22 апреля 2010 года по собственному желанию.
5 июня 2020 года стало известно, что президент Зальцбургского фестиваля Хельга Рабль-Штадлер останется на своем посту до 31 августа 2021 года. Таким образом, она будет руководить фестивалем во время празднования его столетия, которое было отложено на год.

Хельга Рабл-Штадлер была замужем за бывшим главным редактором ежедневной газеты «Kurier» (Курьер) Петером Раблем и имеет двоих детей.

## Награды
•	1998: Золотая почетная медаль земли Зальцбург
•	2003: «Серебряная роза» Венской филармонии
•	2006: Рыцарь французского Почетного легиона
•	2015: Великий офицер Звезды Италии
•	2018: Почетный гражданин Зальцбурга
•	2018: Австриец года в номинации «Культурное наследие»
•	Большая золотая медаль земли Штирия
•	2019: Золотая медаль Международного комитета по искусству Центра Кеннеди
•	2020: Специальный приз в рамках вручения Театральной премии «Нестрой» 2020
•	2020- 2021: Женщина года по версии журнала Trend

## Интересные факты
Когда в 1995 году Рабль-Штадлер стала президентом Зальцбургского фестиваля, на двери её кабинета была медная табличка с надписью «Президент». Она попросила изменить это название на «Президентин» (женского рода). Ей ответили, что это того не стоит, так как она пробудет здесь недолго. Рабль-Штадлер является президентом Зальцбургского фестиваля уже более 25 лет. Надпись на табличке пришлось изменить.